# Viviane Araújo
Ne pas confondre avec l'actrice, danseuse et mannequin brésilienne Viviane Araujo dos Santos (pt).
Viviane Góes de Araújo est une joueuse brésilienne de volley-ball née le 20 février 1987 à Recife (Pernambouc). Elle mesure 1,90 m et joue au poste de centrale.

## Clubs
| Club                    | De        | À         |
| ----------------------- | --------- | --------- |
| Mackenzie Esporte Clube | 2007-2008 | 2007-2008 |
| Sport Club do Recife    | 2008-2009 | 2008-2009 |
| Mackenzie Esporte Clube | 2009-2010 | 2010-2011 |
| Macaé Sports            | 2011-2012 | 2011-2012 |
| Uniara Araraquara       | 2012-2013 | 2012-2013 |
| Brasília Vôlei          | 2013-2014 | 2013-2014 |
| São Bernardo            | 2014-2015 | 2014-2015 |
| Chieri ’76              | 2015-2016 | 2015-2016 |
| GR Barueri              | jan 2017  | mai 2017  |
| Clube Curitibano        | jan 2018  | …         |